# Брюс, Бренда
Бренда Брюс (англ. Brenda Bruce; 7 июля 1918 года — 19 февраля 1996 года) — британская актриса театра, кино и телевидения.

## Актёрская карьера
Играла в Birmingham Repertory Company (1936–39) и в Королевской Шекспировской Компании (Royal Shakespeare Company, RSC). Одной из самых заметных ролей в Королевской Шекспировской Компании была роль миссис Пейдж в спектакле  Виндзорские насмешницы, которую она играла в 1964, 1968, 1975 и 1995 годах.  В 1968 году в том же спектакле с ней играла Элизабет Сприггс (миссис Форд).
В 1950-х годах участвовала в телевизионных спектаклях, а также в шоу "Rich and Rich" со своим мужем. Российским зрителям в первую очередь известна по роли тёти Делии в первом сезоне популярного британского сериала Дживс и Вустер.

## Награды
- 1962 — Премия BAFTA TV как лучшей актрисе года.

## Семья
Была дважды замужем. Первый муж — Рой Рич (театральный менеджер, режиссёр). Второй муж — актёр Клемент Маккаллин.

## Роли в Королевской Шекспировской Компании
- Виндзорские насмешницы — миссис Пейдж (1964, 1968, 1975, 1995)
- The Revenger’s Tragedy — Герцогиня (1966)
- Перикл — Дионисса (1969)
- Ричард III — королева Елизавета (1970), королева Маргарет (1975)
- The Balcony — Ирма (1971)
- Ромео и Джульетта — Кормилица, няня Джульетты (1980)

## Фильмография
| Год       |   | Русское название              | Оригинальное название         | Роль                              |
| --------- | - | ----------------------------- | ----------------------------- | --------------------------------- |
| 1991      | ф | Невеста декабря               | December Bride                | Марта Гилмартин                   |
| 1990      | ф | Антония и Джейн               | ScreenPlay: Antonia and Jane  | Психиатр                          |
| 1990—1993 | с | Дживс и Вустер                | Jeeves and Wooster            | Тётя Делия (1 сезон)              |
| 1988      | ф | Десятый                       | The Tenth Man                 | Мадам Манжо, мать Мишеля и Терезы |
| 1986—1986 | с | Дэвид Копперфилд              | David Copperfield             | Бетси Тротвуд                     |
| 1985      | ф | Парная                        | Steaming                      | Миссис Медоуз                     |
| 1983      | ф | Макбет                        | Macbeth                       | Первая ведьма                     |
| 1977      | ф | Человек в железной маске      | The Man in the Iron Mask      | Анна Австрийская                  |
| 1975      | ф | Все существа, большие и малые | All Creatures Great and Small | Мисс Харботтл                     |
| 1965      | ф | Дядя                          | The Uncle                     | Эдди Мортон                       |
| 1960      | ф | Подглядывающий                | Peeping Tom                   | Дора                              |
| 1953      | ф | The Final Test                | The Final Test                | Кора                              |